# Gartel

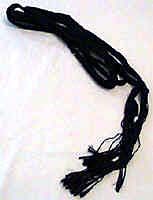
Gartel nero

Il Gartel è una cintura usata dagli uomini ebrei principalmente (ma non solo) chassidici durante le preghiere.  "Gartel" è la parola yiddish che corrisponde a "cintura" ed ha origine dal tedesco "Gürtel", che è anche la radice del vocabolo inglese "girdle" e "girt".
La vasta maggioranza di coloro che indossano un gartel durante le liturgie di preghiera sono ebrei ortodossi chassidici; alcuni ebrei Haredi e di altre correnti a volte indossano la cintura gartel durante la preghiera.
I gartel sono generalmente molto modesti e semplici. Nella maggioranza sono di colore nero ma esistono anche gartel bianchi che, usati in occasioni speciali come lo Yom Kippur, costano di più. Le cinture sono composte da più stringhe che possono essere da quattro fino a 40 in numero.
La Legge ebraica (Shulchan Arukh OC 91:2) richiede che ci sia una divisione fisica tra il cuore e i genitali durante la preghiera. Viene comunemente spiegato che la separazione della parte superiore del corpo da quella inferiore manifesta un controllo degli istinti animali della persona tramite l'intelletto, che è distintamente umano. Le autorità chassidiche asseriscono che una cintura regolare o la cinghia dei pantaloni non sono sufficienti a soddisfare questo requisito e che una cinta apposita deve essere utilizzata. Inoltre indossare il gartel è un preparazione alla preghiera in conformità al verso biblico: "Preparati ad incontrare il tuo Dio, o Israele" nel Libro di Amos 04:12. Al contrario la Mishnah "Berurah" (91:5) afferma che qualsiasi cinta è sufficiente per il primo requisito ma per il secondo requisito ci vuole di più e il gartel adempie questa necessità.
Alcuni gruppi chassidici, come gli Skver e i Belz, indossano il gartel tutto il giorno come parte del proprio abbigliamento.
Un lungo gartel bianco viene usato anche durante le celebrazioni nuziali chassidiche, alla Mitzvah tantz.